# Азербайджанський державний університет культури та мистецтв
Азербайджанський державний університет культури і мистецтв (АДУКМ) — державний вищий навчальний заклад в Азербайджані.

## Історія університету
Нинішній Азербайджанський державний університет культури і мистецтв було відкрито на початку 20-х років XX століття. У 1923 році відбувся перший набір учнів на акторську спеціальність Бакинської театральної школи. У цій школі викладали такі видатні фахівці, як М. Боголюбов (історія театру), В. Іванов (антична література), А. Мудров (західна література), В. Зумер (історія мистецтва), В. Карагичев (музика). У довоєнні роки Бакинська театральна школа готувала фахівців і для інших республік — Туркменії, Узбекистану, Дагестану, Криму. За час свого існування, до 1945 року, театральна школа випустила близько 470 професійних акторських і режисерських кадрів.
У 1945 році школа була перетворена на Бакинський театральний інститут. У 1949 — 1951 роках відбувся перший випуск Театрального інституту. Інститут мав три факукультети: акторський, режисерський, театрознавчий. В 1959 році було залишено два факультети: акторський та культпросвітроботи.
У 1954 році Театральному інституту було присвоєно ім'я відомого азербайджанського актора, педагога і громадського діяча Мірзи Алієва.
Указом Міністерства вищої і середньої спеціальної освіти СРСР від 2 квітня 1968 року Театральний інститут був перетворений на Азербайджанський державний інститут мистецтв імені М. А. Алієва. У квітні 1981 року в інституті почали навчати студентів за спеціальностями живопис, графіка і скульптура, а в 1988 — 1992 роках перелік спеціальностей, які викладаються в інституті, розширився: з'явилися такі спеціальності, як дизайн, художнє оформлення та рекламування, кінорежисура, кінознавства, музеєзнавство, інтер'єр та обладнання, ткацтво і художнє конструювання товарів легкої промисловості.
У 1991 році Інститут мистецтв був перетворений на Азербайджанський державний університет культури і мистецтв (АДУКМ), ставши другим університетом в Азербайджані після Бакинського державного університету.
У 1994 році в університеті була створена аспірантура. У 1997 — 2001 роках студенти мали можливість освоїти ще 9 нових спеціальностей, включаючи хореографію, ашузьке мистецтво і культурологію. У 2003 — 2005 роках навчальна база університету розширилася за рахунок нових спеціальностей, яким у республіці не навчали на академічному рівні, в навчальний процес увійшли спеціальності з образотворчого мистецтва (художник-сценограф, художник-модельєр, художник-рекламіст і ряд інших).
На базі художніх факультетів АДУКМ у 2000 році була створена Азербайджанська державна академія мистецтв.
У квітні 2019 року ректорка академії Джейран Махмудова підписала угоду з ВДІК.

## Структура
В даний час в університеті функціонують 7 базових факультетів та 29 кафедр, навчальний театр, спортивний клуб, комп'ютерний і видавничо-поліграфічні центри. Університет готує фахівців за такими спеціальностями: актор театру і кіно, режисер, кіно- і телеоператор, менеджер культури, музикознавець, співак, мистецтвознавець, театрознавець, кінознавець, культуролог і художній експерт з міжнародних культурних зв'язків.

## Факультети
- Факультет акторського мистецтва
- Факультет образотворчого мистецтва
- факультет мистецтвознавства
- факультет культурології
- Факультет музичного мистецтва
- Факультет підвищення кваліфікації та вдосконалення знань
- Факультет з навчання іноземних студентів
- режисерський факультет
- художній факультет

## Музей
У 1997 році був створений університетський музей, в якому представлені фотографії та архівні документи, що відображають історію АДУКМ, почесні грамоти, дипломи та нагороди професорсько-викладацький складу і студентів університету. Музей складається з експедиційного залу, шести розділів і фондів. Основу експонатів становлять твори живопису, графіки та скульптури, а також предмети декоративно-прикладного мистецтва — килими, вироби зі скла, дерева та кераміки.

## Професорсько-викладацький склад
- Рза Тахмасіб — викладач, професор (1947).
- Аділь Іскендеров — викладач, професор (1956).
- Фатма Кадрі — викладачка
- Азер Зейналов — професор, завідувач кафедрою вокалу,
- Таріель Велієв — професор, завідувач кафедри телережисури,

## Почесні доктори
- Нікас Сафронов — російський художник[2] .

## Випускники
У період з 1923 по 2007 роки університетом за 37 спеціальностями підготовлено 12662 висококваліфікованих фахівців для різних галузей культури та мистецтва.
Серед відомих випускників:
- Афаг Башіргизи (нар. 1955) — азербайджанська театральна і кіноактриса.
- Мамедова Шевкет (1897—1981) — азербайджанська радянська оперна співачка.
- Гюльнар Салманова (1956—2015) — радянська та азербайджанська акторка.
- Шафіга Мамедова (нар. 1945) — радянська та азербайджанська акторка театру та кіно, педагог.
- Тебріз Халілбейлі (1964—1992) — Національний Герой Азербайджану; учасник Карабахської війни.
- Айтен Рзакулієва (нар. 1966) — азербайджанська художниця.
- Нуріда Атеш (нар. 1965) — азербайджанська поетеса, журналістка, дослідниця.
- Алієв Багадур Атабала-огли (1933—2002) — азербайджанський та радянський кіноактор.